# Аргіна
Аргіна (вірм. Արգինա) — село в марзі Армавір, на заході Вірменії. Село розташоване на лівому березі річки Аракс, по якій проходить кордон з Туреччиною. Село назване на честь монастиря, який розташований на протилежному березі річки Аракс.